# Pamela Swynford De Beaufort
Pam Ravenscroft (também conhecida como Pamela Swynford De Beaufort) é uma personagem fictícia dos livros The Southern Vampire Mysteries/Sookie Stackhouse Series da autora Charlaine Harris. Ela é uma vampira e segunda em comando de Eric Northman, além de ser co-dona da Fangtasia, um bar vampiro. Sua idade nunca foi mencionada nos livros mas Sookie Stackhouse acredita que ela tem mais de 200 anos, mas é revelado mais tarde, no conto Two Blondes, que ela na verdade tem ao menos 160 anos.

## True Blood
Em True Blood, Pam é interpretada pela atriz Kristin Bauer. Ela aparenta ter entre 35 e 40 anos, enquanto que nos livros ela têm a aparência de uma jovem de 20 anos. Bill Compton, em determinado episódio da terceira temporada, menciona que Pam tem em torno de 100 anos. Pam é conhecida na série por seu senso de humor mordaz, frases de efeito e lealdade total ao seu criador Eric.
A personagem se tornou regular na série a partir da terceira temporada e ganhou muito destaque na quarta temporada. Com a ausência de seu criador Eric (que estava com amnésia), Pam assume os negócios do bar Fangtasia.